# روبرت دارسي
روبرت دارسي، إيرل هولدرنيس الرابع (بالإنجليزية: Robert Darcy, 4th Earl of Holderness؛ وُلد في 17 مايو 1718 – وتوفي في 16 مايو 1778)، وكان يُعرف قبل عام 1721 بلقب اللورد دارسي وكونيرز (Lord Darcy and Conyers)، هو دبلوماسي وسياسي بريطاني بارز في القرن الثامن عشر.

## الحياة السياسية
شغل دارسي عدة مناصب دبلوماسية رفيعة، بما في ذلك سفير بريطانيا لدى الجمهورية الهولندية، وكذلك سفيرًا لدى جمهورية البندقية. كما عُيّن وزيرًا للخارجية في عهد الملك جورج الثاني، وشارك في رسم السياسات الخارجية البريطانية خلال فترة مضطربة من التاريخ الأوروبي.
كان أيضًا عضوًا في مجلس الملكة الخاص، وشارك في عدد من لجان الحكومة العليا، وتميز بمواقفه المعتدلة داخل الحزب المحافظ التقليدي.

## اللقب والنسب
ينتمي روبرت دارسي إلى طبقة النبلاء البريطانية، وحمل لقب "إيرل هولدرنيس" الوراثي، وهو أحد ألقاب النبلاء في إنجلترا. ورث اللقب عن والده في سن مبكرة، وكان اللقب مرتبطًا بمقاطعة يوركشاير.

## أصل التسمية
اسم "هولدرنيس" (Holderness) هو اسم إقليم تاريخي يقع في شرق يوركشاير، وكان يُستخدم كلقب وراثي للنبلاء من عائلة دارسي. أما لقب "دارسي" فهو اسم عائلة نبيلة من أصول نورمانية، دخلت إنجلترا في أعقاب الغزو النورماني.